# EuroBrun
Az EuroBrun egy már megszűnt, svájci-olasz illetőségű Formula–1-es konstruktőrcég. 1988-tól 1990-ig indult versenyeken, ezeknek azonban csak kevesebb mint felére sikerült kvalifikálnia magát legalább egy versenyzője révén.

## Előzmények
1987 végén a sportautó-versenyzés világában szép sikereket elérő Walter Brun kiöregedőfélben lévő argentin pilótájával, Oscar Larraurival együtt hozták létre a csapatot, valamint az Alfa Romeo megszűnt Formula–1-es csapata számára készített tervrajzokat készítő Euroracing-mérnökökkel együtt, megszületett az EuroBrun Racing. A korlátozottan sikeres Alfa Romeo 184T tervezője, Mario Tolentino álmodta meg a csapat első versenyautóját, az ER188-at. A kasztniba a korszak egyik legnépszerűbb motorját, a Cosworth DFZ V8-t szerelték, borítására a Tommasini futószalaggyártó cég nevét festették, az ülésekbe pedig Larraurit és az addig csupán egyetlen Formula–1-es futamot a háta mögött tudó Stefano Modenát ültették.

### 1988

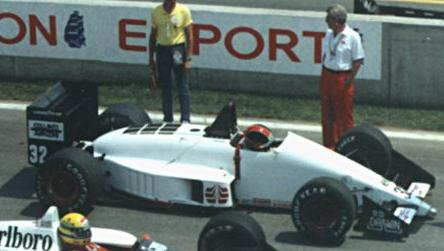
Oscar Larrauri az 1988-as kanadai nagydíjon

Az idénynyitó Brazil Nagydíjon a Zakspeedek, az egyik Tyrrell, valamint az egy-egy Osella és Rial kárára mindkét autó felállhatott a rajtrácsra, ám műszaki meghibásodások miatt egyikük sem tudta befejezni a futamot. Az első tíz versenyen Modena két önhibáján kívüli kizárástól eltekintve rendre a 20. hely környékére kvalifikálta magát, s Larrauri is hétszer részt vehetett a futamon, Monacóban a fantasztikus 18. rajthelyet szerezte meg. Annak ellenére, hogy a csapat látszólag szépen teljesített, egyre súlyosabb problémákkal kellett szembenézniük, amit részint a pénz fogyása, részint a társuló felek közti kapcsolat megromlása okozott. Ráadásul gyenge teljesítménye miatt Larraurit is lapátra készültek tenni, ám miután szerződtették Christian Dannert a helyére, kiderült, hogy a német egyszerűen nem fér be az autóba, így kénytelenek voltak megtartani az argentint. A Magyar Nagydíjon a négy kör hátrányban célba érő Modena a csapat legjobb eredményét érte el a 11. helyezésével. A következő három versenyhétvégén Larrauri rendre utolsó lett, azaz már az előkvalifikáción kiesett, és Modena sem tudott a 29. helynél előrébb végezni az időméréseken. A Spanyol Nagydíjon legalább az olasz részt vehetett a futamon, hogy aztán Japánban újfent mindkét autójuk az időmérő edzésen fejezze be a hétvégét. Aztán a szezonzáró Ausztrál Nagydíjon mindkét EuroBrun felállhatott a rajtrácsra, de műszaki gondok miatt egyik sem ért célba.

### 1989
Az 1989-es szezonra a csapat teljesen átalakult, az Euroracing kivonult, a pilóták távoztak, a Cosworth helyett jött a Judd, a Goodyear helyett a Pirelli, két autó helyett pedig maradt egy. A karosszéria viszont éppen csak annyit változott, amennyit feltétlenül szükséges volt, s ez alaposan meg is látszott a teljesítményükön. A szezonnyitón még úgy tűnt, a csapat legalább a tavalyi szintet hozni tudja, hiszen a svájci Gregor Foitek túljutva az előkvalifikáción a 24. helyen zárta a pénteki első időmérő edzést, ám egy motorhiba következtében a másodikon visszacsúszott, s lemaradt a futamról. Mint utóbb kiderült, ez volt a csapat számára az egyetlen ebben a szezonban, hiszen a hátralévő 15 hétvégén egyszer sem vehetett részt még csak az időmérő edzésen sem Foitek, ahogy a helyére visszatérő Larrauri sem. A szezon közepére megérkezett az új autó, az ER189, ám ez sem segített, az idény végére pedig a szponzorok is elhagyták a csapatot.

### 1990
Az EuroBrun két autóval jelent meg az 1990-es idénynyitón Phoenixben, de nem sok változás történt az autóval az előző évi állapotához képest. A Colonitól érkező Roberto Moreno és a fizetős Claudio Langes lett a csapat két pilótája. Langes már az előkvalifikáción kiesett, Moreno viszont fölényesen nyerte a selejtezőt, a gumik által felkavart pénteki edzésen pedig a 16. helyen végzett, megelőzve Nigel Mansellt a Scuderia Ferrari pilótáját és egy Benettont is. A javarészt a gumik miatt kialakuló edzéskáoszról persze sokat elárul, hogy a második helyen egy Minardi, a harmadikon egy Dallara, a nyolcadikon pedig egy Osella zárt. Minthogy a második edzést szakadó esőben rendezték, senki nem tudott javítani az időeredményein, így Moreno a fantasztikus 16. helyről rajtolhatott, nem mellesleg a második leggyorsabb volt a szombati esős kvalifikáción. A futamot aztán öt kör hátrányban a 13. helyen zárta.
Az ezt követő versenyhétvégéken Moreno produkciója igen rapszodikus volt, Langes viszont stabilan rettenetesen teljesített, csak a Life-os Gary Brabham előzte meg. A brazil előbb kiesett a selejtezőn, Imolában a csapat történetében utoljára elindulhatott a futamon, az első körben kiesett műszaki hibával, Monacóban és Kanadában pedig az időmérésen esett ki, utóbbi esetben csupán századokkal. Miután a Mexikói Nagydíjon a 24. rajthelyet szerezte meg kizárása előtt, Roberto Moreno már csak a péntek reggeli selejtezőkön ülhetett be autójába, akárcsak csapattársa, aki 14 próbálkozásból egyszer sem élte túl a selejtezőt, ami mindörökké élő rekord marad a sportág történetében.
Az utolsó előtti futam, a Japán Nagydíj előtt Brun besokallt, és úgy döntött, nem utaztatja el csapatát, így értesítette pilótáit, hogy többé nem tart igényt szolgálataikra. Ennek köszönhetően Moreno elfogadhatta a Benetton ajánlatát, akik a helikopter balesetben súlyosan megsérült Nannini helyére kívánták a brazilt szerződtetni, s a sokkal többre hivatott pilóta így kétévnyi szenvedést követően első benettonos futamán a második helyen zárt. Walter Brun visszatért a sportautózás világába, s a Formula–1-ben gyűjtött tapasztalatait felhasználva saját autót épített, ám két év múlva végleg elhagyta az autóversenyzés világát.

## Teljes Formula–1-es eredménylistája
(Táblázat értelmezése)

(Félkövér: pole-pozícióból indult; dőlt: leggyorsabb kört futott) 

| Év   | Kasztni                        | Motor       | Gumi | Versenyzők     | 1    | 2    | 3    | 4    | 5    | 6    | 7    | 8    | 9    | 10   | 11   | 12   | 13   | 14   | 15   | 16   | Pont | Poz. |
| ---- | ------------------------------ | ----------- | ---- | -------------- | ---- | ---- | ---- | ---- | ---- | ---- | ---- | ---- | ---- | ---- | ---- | ---- | ---- | ---- | ---- | ---- | ---- | ---- |
| 1988 | EuroBrun ER188                 | Ford DFZ V8 | G    |                | BRA  | SMR  | MON  | MEX  | CAN  | DET  | FRA  | GBR  | GER  | HUN  | BEL  | ITA  | POR  | ESP  | JPN  | AUS  | 0    | HN   |
| 1988 | EuroBrun ER188                 | Ford DFZ V8 | G    | Oscar Larrauri | Ret  | DNQ  | Ret  | 13   | Ret  | Ret  | Ret  | DNQ  | 16   | DNQ  | DNPQ | DNPQ | DNPQ | DNQ  | DNQ  | Ret  | 0    | HN   |
| 1988 | EuroBrun ER188                 | Ford DFZ V8 | G    | Stefano Modena | Ret  | NC   | DSQ  | DSQ  | 12   | Ret  | 14   | 12   | Ret  | 11   | DNQ  | DNQ  | DNQ  | 13   | DNQ  | Ret  | 0    | HN   |
| 1989 | EuroBrun ER188B EuroBrun ER189 | Judd CV V8  | P    |                | BRA  | SMR  | MON  | MEX  | USA  | CAN  | FRA  | GBR  | GER  | HUN  | BEL  | ITA  | POR  | ESP  | JPN  | AUS  | 0    | HN   |
| 1989 | EuroBrun ER188B EuroBrun ER189 | Judd CV V8  | P    | Gregor Foitek  | DNQ  | DNPQ | DNPQ | DNPQ | DNPQ | DNPQ | DNPQ | DNPQ | DNPQ | DNPQ | DNPQ |      |      |      |      |      | 0    | HN   |
| 1989 | EuroBrun ER188B EuroBrun ER189 | Judd CV V8  | P    | Oscar Larrauri |      |      |      |      |      |      |      |      |      |      |      | DNPQ | DNPQ | DNPQ | DNPQ | DNPQ | 0    | HN   |
| 1990 | EuroBrun ER189B                | Judd CV V8  | P    |                | USA  | BRA  | SMR  | MON  | CAN  | MEX  | FRA  | GBR  | GER  | HUN  | BEL  | ITA  | POR  | ESP  | JPN  | AUS  | 0    | HN   |
| 1990 | EuroBrun ER189B                | Judd CV V8  | P    | Roberto Moreno | 13   | DNPQ | Ret  | DNQ  | DNQ  | DSQ  | DNPQ | DNPQ | DNPQ | DNPQ | DNPQ | DNPQ | DNPQ | DNPQ |      |      | 0    | HN   |
| 1990 | EuroBrun ER189B                | Judd CV V8  | P    | Claudio Langes | DNPQ | DNPQ | DNPQ | DNPQ | DNPQ | DNPQ | DNPQ | DNPQ | DNPQ | DNPQ | DNPQ | DNPQ | DNPQ | DNPQ |      |      | 0    | HN   |